# Udo Kuckartz
Udo Kuckartz (* 20. März 1951 in Aachen) ist Sozialwissenschaftler und Erziehungswissenschaftler und emeritierter Professor für Methoden und Evaluation am Fachbereich Erziehungswissenschaften  der Philipps-Universität Marburg.

## Leben
Kuckartz ist in Aachen aufgewachsen und hat dort 1969 das Abitur am Rhein-Maas-Gymnasium Aachen abgelegt. Er studierte Soziologie und Politikwissenschaft an der RWTH Aachen, promovierte an der TU Berlin in Soziologie mit dem Thema der Dissertation Computer und verbale Daten. Chancen zur Innovation sozialwissenschaftlicher Forschungstechniken und habilitierte sich an der Freien Universität Berlin im Feld der empirischen Erziehungswissenschaft. Von 1979 bis 1984 war Kuckartz wissenschaftlicher Mitarbeiter am Fachbereich Erziehungswissenschaft der FU Berlin und von 1984 bis 1999 war er dort als wissenschaftlicher Angestellter tätig. Von 1992 bis 1993 war er Dozent für Methoden empirischer Sozialforschung am Institut für Soziologie der TU Dresden und von 1995 bis 1996 hat er den Lehrstuhl für Methoden und Evaluation am Institut für Rehabilitationspädagogik der Humboldt-Universität Berlin vertreten. 1999 wurde er Professor im Fachbereich Erziehungswissenschaften der Universität Marburg. Dort leitete er die „Marburger Arbeitsgruppe für Methoden und Evaluation“ (MAGMA).

## Leistungen
Udo Kuckartz war Professor für Empirische Erziehungswissenschaft an der Philipps-Universität Marburg. Seine Arbeitsschwerpunkte sind die computergestützte Analyse qualitativer Daten, sozialwissenschaftliche Umweltforschung und Bildungsforschung. 1989 entwickelte er das Textanalyseprogramm MAXQDA.

## Schriften
Monographien
- mit Stefan Rädiker (2024): Qualitative Inhaltsanalyse. Methoden, Praxis, Umsetzung mit Software und künstlicher Intelligenz. 6. erweiterte Auflage. Weinheim: Beltz-Juventa. ISBN 978-3-7799-7912-8.
- mit Stefan Rädiker (2024): Fokussierte Interviewanalyse mit MAXQDA: Schritt für Schritt. 2. Auflage. Wiesbaden: Springer VS. ISBN 978-3-6584-0211-2.
- mit Stefan Rädiker (2023): Qualitative Content Analysis. Methods, Practice and Using Software. Thousand Oaks: SAGE. ISBN 978-1-5296-0913-4.
- mit Stefan Rädiker (2020): Focused analysis of qualitative interviews with MAXQDA. Berlin: MAXQDA Press. ISBN 978-3-9487-6803-4.
- mit Stefan Rädiker (2019): Analyzing qualitative data with MAXQDA. Text, Audio and Video. Springer Nature Switzerland AG. ISBN 978-3-0301-5673-2.
- (2014). Qualitative Text Analysis. Methods, Practice, Computer Assistance. London & Thousand Oaks: SAGE. ISBN 978-1-4462-6775-2.
- (2014). Mixed Methods. Methodologie, Forschungsdesigns und Analyseverfahren. Wiesbaden: Springer VS. ISBN 978-3531176284.
- mit Stefan Rädiker (2019): Analyse qualitativer Daten mit MAXQDA. Text, Audio und Video. Springer VS. ISBN 978-3-6582-2094-5.
- (2014) Mixed Methods. Methodologie, Forschungsdesigns und Analyseverfahren. 1. Auflage, Wiesbaden: Springer VS.
- (2012): Qualitative Inhaltsanalyse. Methoden, Praxis, Computerunterstützung 1. Auflage. Weinheim und Basel: Juventa Paperback
- mit Stefan Rädiker, Thomas Ebert & Julia Schehl (2010): Statistik. Eine verständliche Einführung. 1. Auflage. Wiesbaden: Verlag für Sozialwissenschaften.
- (Hrsg.) Einführung in die computergestützte Analyse qualitativer Daten (2010): 3. akt. Auflage. Wiesbaden: Verlag für Sozialwissenschaften.
- mit Stefan Rädiker, Thomas Ebert, Claus Stefer (2009): Evaluation online. Internetgestützte Erfahrung in der Praxis, Wiesbaden: Verlag für Sozialwissenschaften.
- mit Thorsten Dresing, Stefan Rädiker, Claus Stefer (2007): Qualitative Evaluation. Der Einstieg in die Praxis. 2. aktualisierte Auflage. Wiesbaden: Verlag für Sozialwissenschaften.
- mit Stefan Rädiker, Anke Rheingans-Heintzke (2007): Determinanten des Umweltverhaltens – Zwischen Rhetorik und Engagement. Report für das Umweltbundesamt, Berlin.
- mit Anke Rheingans (2006): Trends im Umweltbewusstsein. Umweltgerechtigkeit, Lebensqualität und persönliches Engagement. Wiesbaden: Verlag für Sozialwissenschaften.

Herausgeber
- zus. mit Nina Baur, Udo Kelle: Mixed Methods (= Kölner Zeitschrift für Soziologie und Sozialpsychologie. Sonderheft 57). Springer VS, Wiesbaden 2017, ISBN 978-3-658-19803-9.
- zus. mit Martin Schnell (u. a.): Junge Menschen sprechen mit sterbenden Menschen. Eine Typologie. Springer VS, Wiesbaden 2016, ISBN 978-3-658-12316-1.
- zus. mit Wulf Hopf: Christel Hopf. Schriften zur Methodologie und Methoden qualitativer Sozialforschung. Springer VS, Wiesbaden 2015, ISBN 978-3-658-11481-7.
- zus. mit Stefan Rädiker: Erziehungswissenschaftliche Evaluationspraxis. Beispiele – Konzepte – Methoden. Beltz-Juventa, Weinheim 2012, ISBN 978-3-7799-5005-9.

Aufsätze
- mit Stefan Rädiker (2010): Computergestützte Analyse (CAQDAS), in: Günther Mey & Katja Mruck (Hrsg.), Handbuch qualitative Forschung in der Psychologie.  Wiesbaden: Verlag für Sozialwissenschaften, S. 734–750.
- mit Stefan Rädiker (2010):  Computergestützte Verfahren, in: Karin Bock & Ingrid Miethe (Hrsg.), Handbuch qualitative Methoden in der Sozialen Arbeit. Opladen, u. a.: Budrich-Verlag, S. 353–362.
- (2010) Energie und Bewusstsein, in: Iba-Hamburg (Hrsg.), Energieatlas. Zukunftskonzept Erneuerbares Wilhelmsburg. Berlin: Jovis Verlag, S. 156–165.
- (2010) Klimabewusstsein in Europa: Liegt Deutschland vorne?, in: Günter Altner, Heike Leithschuh, Gerd Michelsen, Udo Simonis & Ernst Ulrich von Weizsäcker (Hrsg.), Die Klima-Manipulateure. Rettet uns Politik oder Geo-Engineering? Jahrbuch Ökologie 2011, S. 128–137.
- (2010)  Nicht hier, nicht jetzt, nicht ich – Über die symbolische Bearbeitung eines ernsten Problems. In: Harald Welzer, Hans-Georg Soeffner & Dana Giesecke (Hrsg.): Klima Kulturen. Soziale Wirklichkeiten im Klimawandel. Campus Verlag, S. 143–160.
- (2010) Typenbildung, in: Günter Mey & Katja Mruck (Hrsg.), Handbuch qualitative Forschung in der Psychologie. Wiesbaden: Verlag für Sozialwissenschaften, S. 553–568.
- mit Heiko Grunenberg (2010): Deskriptive Statistik in der qualitativen Sozialforschung, in: Barbara Friebertshäuser, Antje Langer & Annedore Prengel (Hrsg.), Handbuch qualitative Forschungsmethoden in der Erziehungswissenschaft. Weinheim, u. a.: Juventa-Verlag, S. 487–500.
- mit Stefan Rädiker (2009): Evaluationsstudien, in: Bettina Westle (Hrsg.) Methoden der Politikwissenschaft. Baden-Baden: Nomos Verlag, S. 344–352.
- (2009) Die Entwicklung von Einstellungen und Verhaltensmustern beim Klimaschutz, Forum Wohnen und Stadtentwicklung – vhw 6. S. 283–287.
- (2009) Inhaltsanalyse, in: Bettina Westle (Hrsg.), Methoden der Politikwissenschaft. Baden-Baden: Nomos Verlag, S. 334–344.
- (2009) Methodenkombination, in: Bettina Westle (Hrsg.), Methoden der Politikwissenschaft. Baden-Baden: Nomos Verlag, S. 352–362.
- (2009) Europeans' perceptions towards climate change and global warming. A micro-macro analysis, paper presentend at the ESA 2009 - 9th Conference of European Sociological Association.
- mit Anke Rheingans & Stefan Rädiker: Vertiefungsstudien im Rahmen des Projektes "Repräsentativumfragen zu Umweltbewusstsein und Umweltverhalten im Jahr 2006", Berlin: Umweltbundesamt.